# ژردن سانتوس
ژردن سانتوس یک بازیکن فوتبال ساحلی اهل پرتغال است. او معمولاً با نام ژردن شناخته میشود.
او سابقه بازی در تیم ملی پرتغال را نیز دارد.